# Zrcadlo (Choltice)
Rybník Zrcadlo o rozloze vodní plochy 0,5 ha se nalézá v přírodní rezervaci Obora Choltice asi 100 m jihozápadně od zámku Choltice v okrese Pardubice. Rybník je využíván pro sportovní rybolov a zároveň představuje spolu s rybníky Červený a Chrtnickým rybníkem významné biocentrum pro rozmnožování obojživelníků.

## Galerie

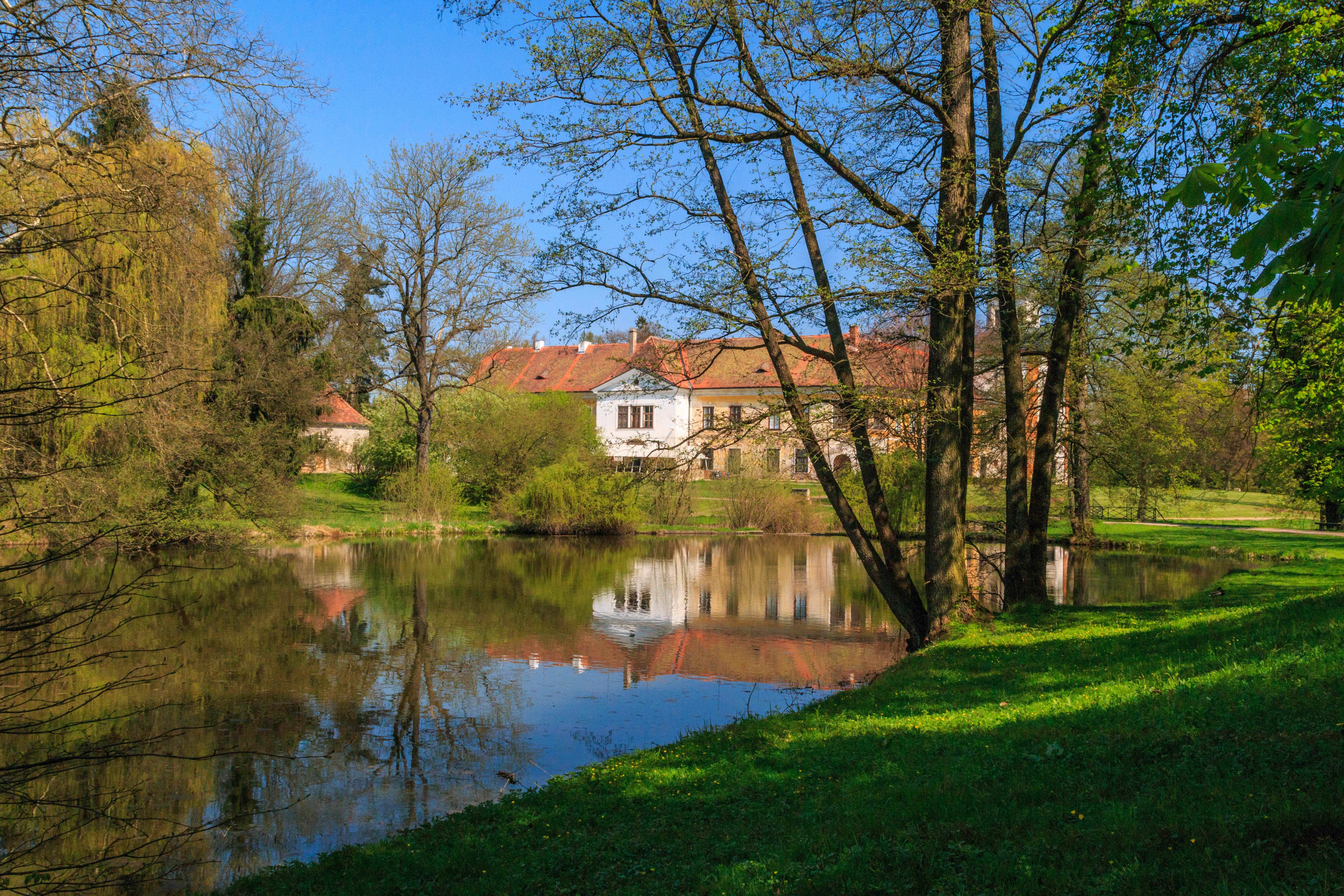
pohled na rybník Zrcadlo v Choltické oboře
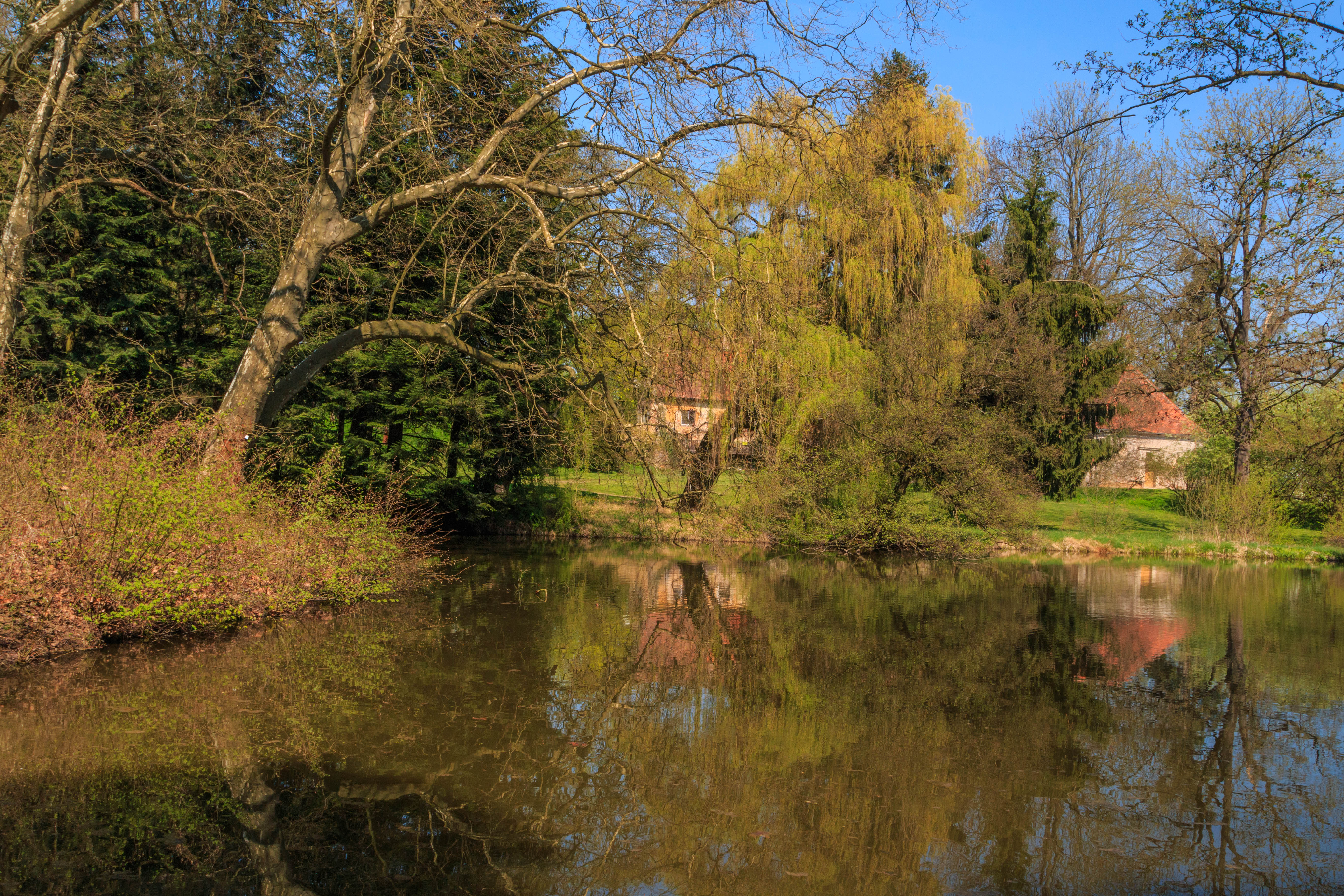
pohled na rybník Zrcadlo v Choltické oboře
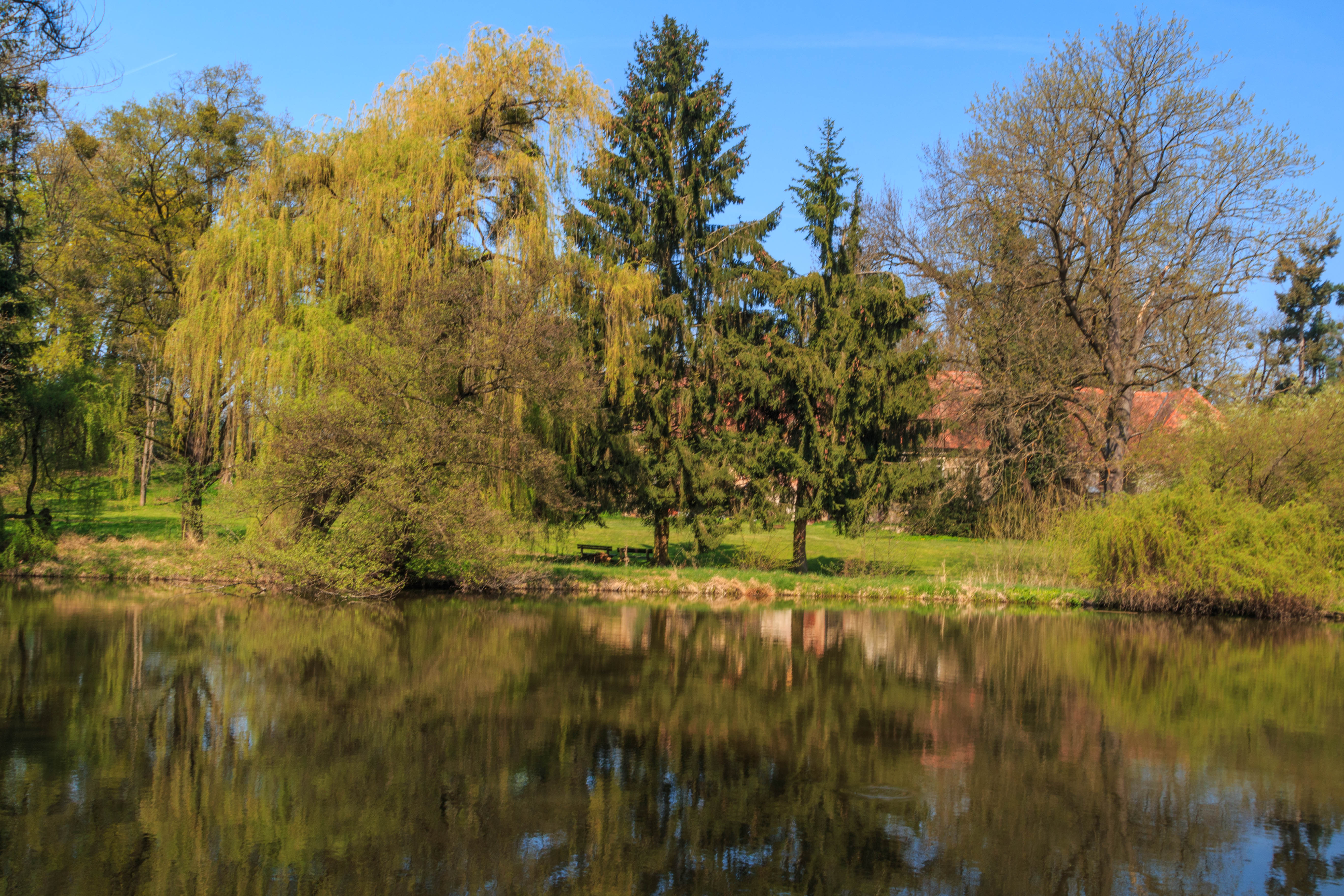
pohled na rybník Zrcadlo v Choltické oboře
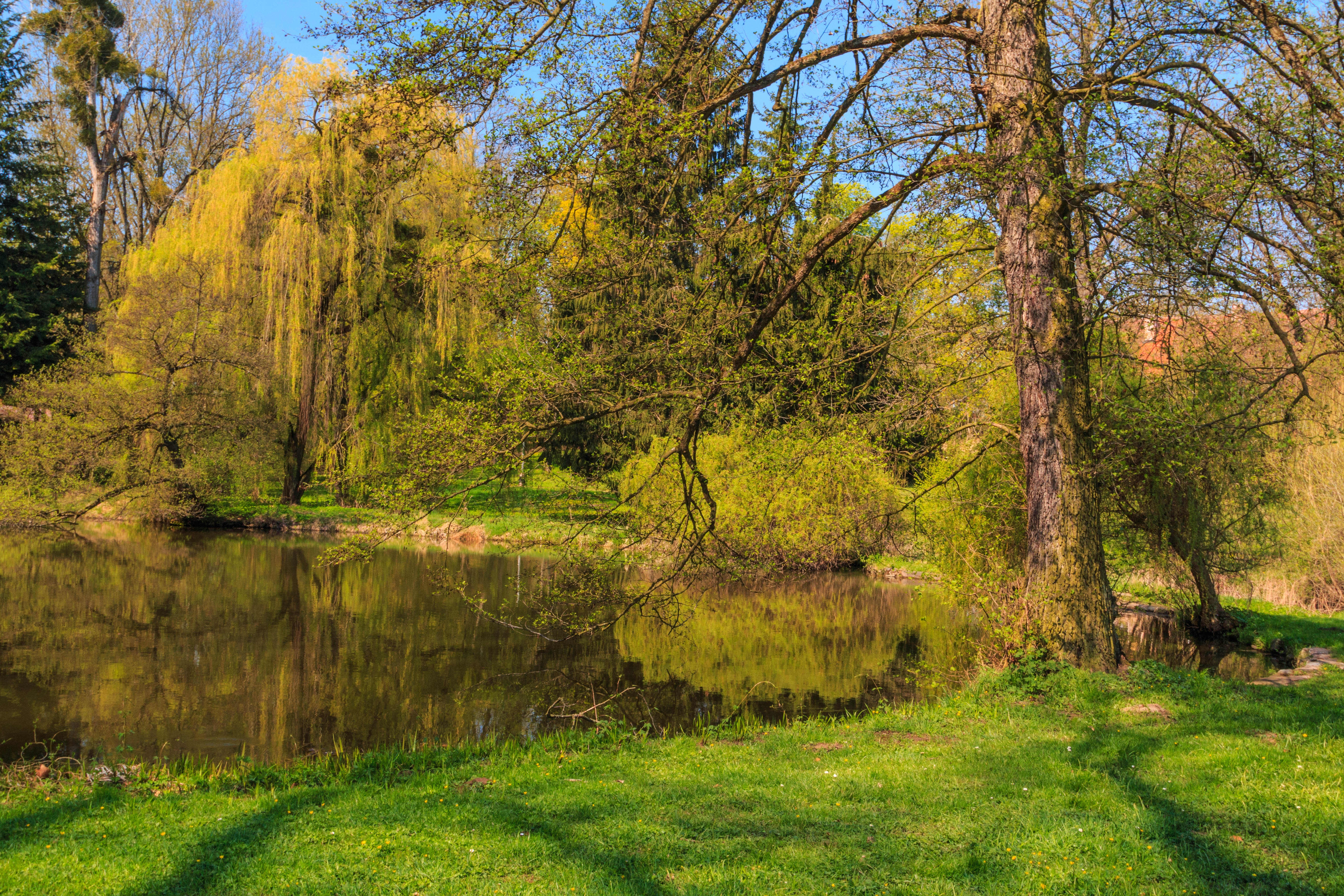
pohled na rybník Zrcadlo v Choltické oboře